# Deacon

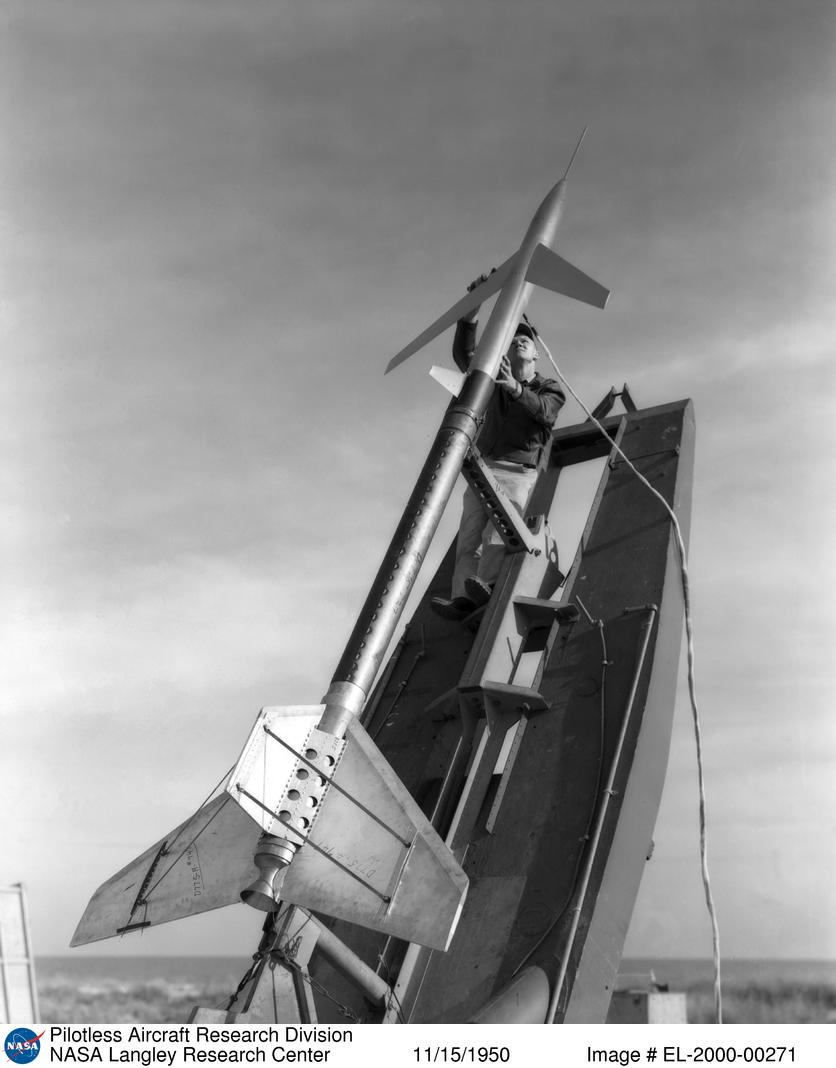
Cohete Deacon con un modelo de prueba a escala en el morro.

Deacon fue el nombre de un cohete sonda estadounidense alimentado por combustible sólido y comenzado a desarrollar en 1945 por el Allegheny Ballistics Laboratory (ABL).
Fueron usados a partir de 1947 por la NACA para lanzar modelos a escala de aeronaves a velocidades de mach 4 hasta 1957, cuando se empezaron a usar túneles de viento supersónicos.
Se lanzaron 90 Deacon con una tasa de éxito del 94,44 %. Todos los lanzamientos se realizaron desde Wallops Island. Aceleraba a 99 g y podía lanzarse como cohete único o como una agrupación de cohetes.
Los cohetes Deacon fueron una contribución decisiva al diseño de vehículos aéreos durante los años 1950. Entre los vehículos cuyos modelos a escala fueron probados gracias a cohetes Deacon se cuentan el Navaho, Snark, Redstone, Sparrow, Falcon, Sidewinder, F-8, F-11, F-6, F-100, F-102, F-103, F-104 y F-107.

## Especificaciones
- Carga máxima: 17 kg
- Apogeo: 20 km
- Empuje en despegue: 20 kN
- Masa total: 93 kg
- Diámetro del cuerpo principal: 0,16 m
- Longitud total: 3,28 m
- Envergadura: 0,51 m